# Bajkálontúl
A Bajkálontúl (oroszul: Забайкалье) tájegység (nagytáj) Oroszországban; földrajzi szempontból Szibéria déli hegyvidékeihez tartozik.

## Neve
Az orosz Zabajkalje (magyarul Bajkálontúl) régóta használt elnevezés. Általában a délnyugat–északkeleti irányú, ívben elnyúló Bajkál-tó és a déli, délkeleti országhatár közötti, – tehát a központi Oroszországtól távolabbi, „túlsó” – területet jelölte. A 19. század közepétől az Orosz Birodalom egyik nagy közigazgatási egységét is így nevezték (Zabajkalszkaja oblaszty, vagyis Bajkálontúli terület).
A Szovjetunió létrejötte után nem volt ilyen nevű közigazgatási egység, (csak Burjátföld és Csitai terület), de a Bajkálontúl nevet nem hivatalosan továbbra is használták. A 2008-ban létrehozott Bajkálontúli határterületet a sajtóban sokszor szintén csak Zabajkalje (Bajkálontúl) néven említik, holott a földrajzi értelemben vett Bajkálon túli országrésznek csak kb. a felét foglalja el; a másik fele közigazgatásilag Burjátföldhöz, egy kisebb darabja pedig az Irkutszki területhez tartozik.
A Bajkálontúl területének egy kisebb része már jóval korábban Dauria néven vált ismertté. A mongol népcsaládhoz tartozó daur (dahúr) népcsoport a Silka, Arguny, Amur folyók partján élt. A 17. század közepétől cári fennhatóság alá került, majd a nyercsinszki szerződés (1689) a Mandzsu-dinasztiának juttatta.
Ez a szócikk a továbbiakban csak a természetföldrajzi tájegységgel foglalkozik.

## Bajkálontúl
A Bajkálontúl (Zabajkalje) – óriási hegyvidék, mely a Bajkálmelléktől dél és délkelet felé az országhatárig, kelet felé az Oljokma völgyéig és a Silka torkolatáig terjed. Domborzatát délnyugat–északkelet csapásirányú hegyláncok és hegyközi medencék váltakozása jellemzi. Hegységei általában középhegységek, egy részük fennsík; néhány magashegységének csúcsa 2500 m fölé emelkedik.
Kialakításában nyugaton és középső részén jelentős szerepet játszott az archaikum végén lezajlott bajkál gyűrődés, később a kaledóniai és a variszkuszi hegységképződés. Ennek megfelelően nyugaton kemény kristályos kőzetek, illetve óidei pala, kvarcit építik fel. A pliocénban lezajlott vulkánosság nyomai a bazaltfennsíkokon láthatók. Keleti része fiatalabb gyűrődések hatására alakult ki, paleozoikumi és harmadidőszaki különféle kőzetekből áll.
Általában nyugati, központi és keleti részre osztják.
- Nyugati részéhez, a Szelenga és a Vityim vízgyűjtő területéhez tartozik:
  - délnyugaton a Cagan-Daban, a Cagan-Hurtej és más középhegységek
  - északkeleten a Vityim-felföld
- Központi részének (melyet néha Dauriának is neveznek) délnyugat–északkelet irányú legnagyobb hegységei:
  - a Jablonovij-hegyvonulat
  - és a vele párhuzamos Cserszkij-hegyvonulat (vagy Cserszkij-hegység)
  - az Oljokmai-hegylánc (Oljokminszkij Sztanovik) a Cserszkij folytatása a Nyercsa folyón túl
  - a Cserszkijtől délkeletre húzódik a Daur-hegység, valamint
  - a Mogojtuj-hegység
- A keleti rész széles völgyekkel elválasztott, párhuzamosan futó alacsony középhegységei:
  - Erman-, Gazimur-, Nyercsa-, Klicska-hegyvonulat
  - legnagyobb a Silka jobb partja mentén elnyúló Borscsovocsnij-hegység.

## Bajkál-Sztanovoj-hegyvidék
A Bajkál-Sztanovoj-hegyvidék (vagy egyszerűen Sztanovoj-hegyvidék) – Szibéria déli hegyvidékeinek legészakibb tagja; oroszul: Bajkalszko-Sztanovaja oblaszty, de előfordul a Szevero-Zabajkalje, vagyis Észak-Bajkálontúl elnevezés is. 
Nagyjából az északi szélesség 55° és 60° között terül el. A Bajkál-tó északi-északkeleti csücskétől kelet felé a Maja forrásvidékéig terjed, északon a Felső-Léna völgye határolja.
A hegyvidék három vagy négy nagyobb részre osztható:
- Három északnyugati felföldje a hegyvidék legalacsonyabb és legkevésbé tagolt része: 
  - Észak-bajkáli-felföld
  - Patom-felföld
  - Oljokma–Csara-felföld
- A tőlük délebbre elterülő Sztanovoj-felföldet erősen tagolt, magas hegységek alkotják, mély völgyek szabdalják, a hegyoldalakat sűrű tajga borítja:
  - Észak-mujai-hegység (a Muja a Vityim mellékfolyója)
  - Dél-mujai-hegység
  - Kodar-hegység, itt van a Bajkál-vidék legmagasabb csúcsa (3073 m)
  - Kalar-hegység
  - Udokan-hegység
- Az Oljokmától keletre hosszan nyúlik el a Sztanovoj-hegylánc; jelentős (de nem a teljes) része tartozik a hegyvidékhez.
- A legkeletebbre fekvő Aldan-felföldet, melynek szerkezeti alapja is eltérő (Aldan-őspajzs), nem mindig sorolják a Bajkál-vidékhez.[2]